# Astragalus nigrocarpus
Astragalus nigrocarpus är en ärtväxtart som beskrevs av Khass. och Al.Ivanovich Malzev. Astragalus nigrocarpus ingår i släktet vedlar, och familjen ärtväxter. Inga underarter finns listade i Catalogue of Life.